# Douglass Montgomery
Robert Douglass Montgomery, auch Kent Douglass (* 29. Oktober 1907 in Los Angeles; Kalifornien; † 23. Juli 1966 in Norwalk, Connecticut), war ein US-amerikanischer Schauspieler.

## Leben
Robert Douglass Montgomery begann seine Karriere als Theaterschauspieler; dabei wurde er zu Beginn der Tonfilmzeit von Metro-Goldwyn-Mayer (MGM) entdeckt und unter Vertrag genommen. Sein Filmdebüt machte der hochgewachsene, blonde Darsteller 1930 in Paid unter der Regie von Sam Wood. In dem Film hatte er an der Seite von Joan Crawford gleich eine größere Nebenrolle. Bei seinen ersten fünf Filmen gab ihm MGM den Künstlernamen Kent Douglass, um keine Verwechslung mit seinem Schauspielkollegen Robert Montgomery aufkommen zu lassen. 1931 war er in der Rolle eines gutherzigen Soldaten der Filmpartner von Mae Clarke in James Whales Filmdrama Waterloo Bridge. 1933 verkörperte er in der Literaturverfilmung Vier Schwestern von George Cukor neben Katharine Hepburn den Laurie Laurence. Ab seinem Auftritt in Vier Schwestern wurde er fortan als Douglass Montgomery im Vor- und Abspann genannt. 1934 wirkte er an Little Man, What Now?, der amerikanischen Verfilmung von Hans Falladas Roman Kleiner Mann – was nun?, unter der Regie von Frank Borzage in der Hauptrolle des Hans Pinneberg mit.
In seiner erfolgreichsten Karrierephase verkörperte er oft sensible oder idealistische junge Männer. Neben einigen Filmen, in denen er ganz oben auf der Besetzungsliste stand, spielte Montgomery auch mehrfach zweite Hauptrollen hinter dem eigentlichen Star. Er wurde oft von MGM an weitere Studios ausgeliehen. Dabei blieb ihm aber der Durchbruch zum großen Star versagt. In der zweiten Hälfte der 1930er-Jahre drehte er fast nur noch B-Filme. 1939 verkörperte er einen Mörder in der Krimikomödie Erbschaft um Mitternacht, was zugleich der letzte Hollywood-Film für den Schauspieler werden sollte. Er trat danach in die kanadische Armee ein, um am Zweiten Weltkrieg teilzunehmen. Erst gegen Kriegsende kehrte er in Großbritannien zurück zum Filmgeschäft: In Anthony Asquiths Kriegsdrama The Way to the Stars, im Juni 1945 erschienen, spielte er an der Seite von Michael Redgrave und John Mills. Montgomery drehte danach noch mehrere Filme in der britischen Filmindustrie, darunter sein letzter Kinofilm Forbidden (1949).
Anfang der 1950er Jahre kehrte Montgomery dauerhaft in die Vereinigten Staaten zurück und spielte dort viel am Theater, konnte in Hollywood jedoch nicht mehr Fuß fassen. Bis 1957 spielte er Hauptrollen in einigen Fernsehfilmen und zog sich danach aus dem Film- und Fernsehgeschäft zurück. Montgomery verstarb 1966 im Alter von 58 Jahren an einer Krebserkrankung. Er war von 1952 bis zu seinem Tod mit der Schauspielerin Kathleen Eason (1912–1994) verheiratet.

## Filmografie
- 1930: Paid
- 1931: Daybreak
- 1931: Five and Ten
- 1931: Waterloo Bridge
- 1931: Der Mannsteufel (A House Divided)
- 1933: Vier Schwestern (Little Women)
- 1934: Eight Girls in a Boat
- 1934: Little Man, What Now?
- 1934: Liebesreigen (Music in the Air)
- 1935: The Mystery of Edwin Drood
- 1935: Lady Tubbs
- 1935: Harmony Lane
- 1935: Beautiful Dreamer (Kurzfilm)
- 1936: Everything Is Thunder
- 1936: Tropical Trouble
- 1937: Life Begins with Love
- 1937: Counsel for Crime
- 1939: Erbschaft um Mitternacht (The Cat and the Canary)
- 1945: The Way to the Stars
- 1947: Ihr letzter Tanz (Woman to Woman)
- 1947: Sinfonia fatale
- 1949: Forbidden
- 1951: BBC Sunday-Night Theatre (Fernsehserie, eine Folge)
- 1952: Hallmark Hall of Fame (Fernsehserie, eine Folge)
- 1952: Cameo Theatre (Fernsehserie, drei Folgen)
- 1952: Robert Montgomery Presents (Fernsehserie, eine Folge)
- 1952: Armstrong Circle Theatre (Fernsehserie, eine Folge)
- 1954: Crusade to Liberty (Fernsehfilm)
- 1954: The Good Samaritan (Fernsehfilm, auch Drehbuchautor)
- 1954: The Pepsi-Cola Playhouse (Fernsehserie, eine Folge)
- 1954: Kraft Television Theatre (Fernsehserie, eine Folge)
- 1955: Geschichten, die der Alltag schrieb (Fernsehserie, eine Folge)
- 1957: Matinee Theater (Fernsehserie, eine Folge)